# Baden Open
Il Baden Open è stato un torneo professionistico di tennis giocato sull'erba. Nato nel 1998 come torneo per club, ha fatto parte dell'ITF Men's Circuit dal 2000 al 2003 e dell'ATP Challenger Tour dal 2005. Si è giocato fino al 2006 a Ettlingen e dal 2007 all'ultima edizione del 2009 a Karlsruhe, in Germania.

## Albo d'oro

### Singolare
| Località  | Anno | Campione           | Finalista       | Punteggio         |
| Karlsruhe |      |                    |                 |                   |
| --------- | ---- | ------------------ | --------------- | ----------------- |
| Karlsruhe | 2009 | Florian Mayer      | Dustin Brown    | 6–2, 6–4          |
| Karlsruhe | 2008 | Tejmuraz Gabašvili | Tobias Kamke    | 6–1, 6–4          |
| Karlsruhe | 2007 | Miša Zverev        | Wayne Odesnik   | 2–6, 6–4, 6–3     |
| Ettlingen | 2006 | Simon Greul        | Michael Berrer  | 6–4, 6–3          |
| Ettlingen | 2005 | Adrián García      | Marc López      | 6–4, 6–4          |
| Ettlingen | 2004 | non disputato      | non disputato   | non disputato     |
| Ettlingen | 2003 | Julien Jeanpierre  | Jérôme Haehnel  | 5–7, 6–4, 7–5     |
| Ettlingen | 2002 | Kristof Vliegen    | Daniel Elsner   | 6–1, 1–0 ritirato |
| Ettlingen | 2001 | Marc López         | Leonardo Olguín | 6–3, 6–2          |
| Ettlingen | 2000 | Olivier Rochus     | Nicolas Thomann | 5–7, 6–2, 7–5     |
| Ettlingen | 1999 | Benedikt Dorsch    |                 |                   |
| Ettlingen | 1998 | Mariano Delfino    |                 |                   |

### Doppio
| Località  | Anno | Campione                                 | Finalista                            | Punteggio            |
| Karlsruhe |      |                                          |                                      |                      |
| --------- | ---- | ---------------------------------------- | ------------------------------------ | -------------------- |
| Karlsruhe | 2009 | Rameez Junaid Philipp Marx               | Patrick Krumm Frank Scheuble         | 7–5, 6–4             |
| Karlsruhe | 2008 | Daniel Köllerer Frank Moser              | Woong-sun Jun Joseph Sirianni        | 6–2, 7–5             |
| Karlsruhe | 2007 | Alex Kuznetsov Miša Zverev               | Michael Berrer Frederico Gil         | 6–4, 6(6)–7, [10–4]  |
| Ettlingen | 2006 | Vasilīs Mazarakīs Felipe Parada          | Lars Burgsmüller Simon Greul         | 3–6, 6–1, [10–4]     |
| Ettlingen | 2005 | Marc López Albert Portas                 | Jeroen Masson Gabriel Trujillo Soler | 3–6, 6–1, 7–5        |
| Ettlingen | 2004 | non disputato                            | non disputato                        | non disputato        |
| Ettlingen | 2003 | Daniel Andersson Stefan Wauters          | Philipp Petzschner Aljosha Thron     | 4–6, 6–2, 6–2        |
| Ettlingen | 2002 | Frank Moser Martin Woisetschlager        | Markus Bayer Philipp Gruendler       | walkover             |
| Ettlingen | 2001 | Leonardo Olguín Martín Vassallo Argüello | Bobbie Altelaar Jan Weinzierl        | 3–6, 6–3, 6–4        |
| Ettlingen | 2000 | Enzo Artoni Francisco Cabello            | Olivier Rochus Reginald Willems      | 6–3, 6–3             |
| Ettlingen | 1999 | Doppio non disputato                     | Doppio non disputato                 | Doppio non disputato |
| Ettlingen | 1998 | Doppio non disputato                     | Doppio non disputato                 | Doppio non disputato |